# Rhodinicola laticauda
Rhodinicola laticauda – gatunek widłonoga z rodziny Clausiidae. Nazwa naukowa tego gatunku skorupiaków została opublikowana w 2003 roku przez biologów Ju-shey Ho & Il-Hoi Kim.